# Bad Dragon
Bad Dragon est un fabriquant américain des godemichets et vagins artificiels principalement dans le milieu fantasiste, les articles sont vendus uniquement par Internet ou par le biais de conventions.

## Histoire
La société Bad Dragon est fondée en juillet 2008,. Varka, un des quatre cofondateurs, a commencé l'année précédente à fabriquer des jouets sexuels dans sa chambre d’étudiant en Écosse,. Le siège de la compagnie est à présent en Arizona.

## Produits
En septembre 2021, Bad Dragon a une variété de 72 godemichets et 24 vagins artificiels, tous fabriqués en silicone durci au platine. 
Les produits de la compagnie sont destinés aux fans de fantasy, incluant les formes de dragons (34 godemichets), dinosaures, chevaux, orques, chimères, et les loups-garous,,,. Le site Internet donne pour chaque produit une photo ainsi qu'une description,,. 
Les produits peuvent être largement personnalisés, avec un choix de couleurs, des choix de fermeté, et la taille du godemiché; les clients peuvent soumettre leurs propres créations, dont certaines sont choisies chaque mois pour une production spéciale. 
Les godemichés peuvent être commandés avec un tube pour simuler l'éjaculation; la compagnie vend aussi du lubrifiant nommé Cum Lube (c'est-à-dire lubrifiant éjaculat),,.